# Anker (Leipzig)

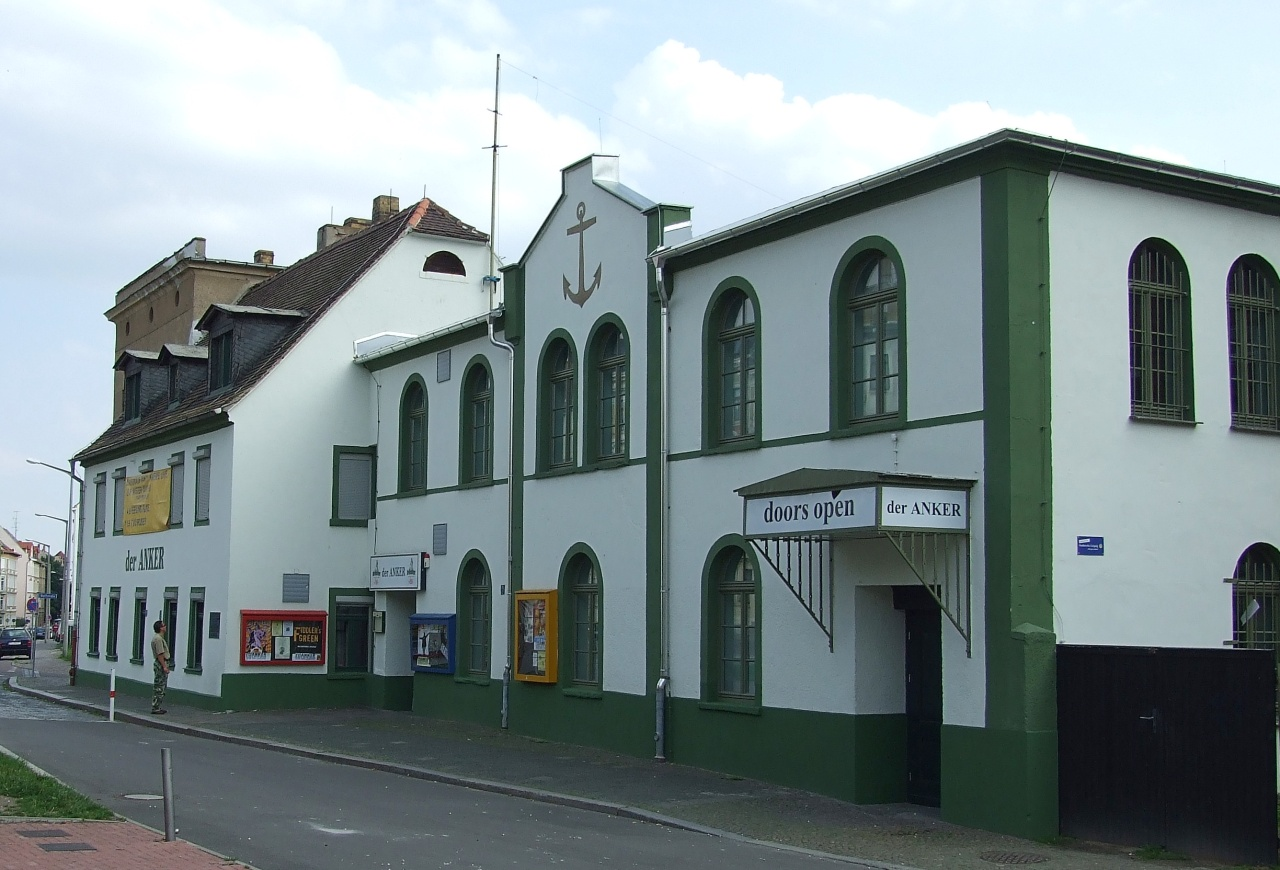
Klubhaus Anker (2007)

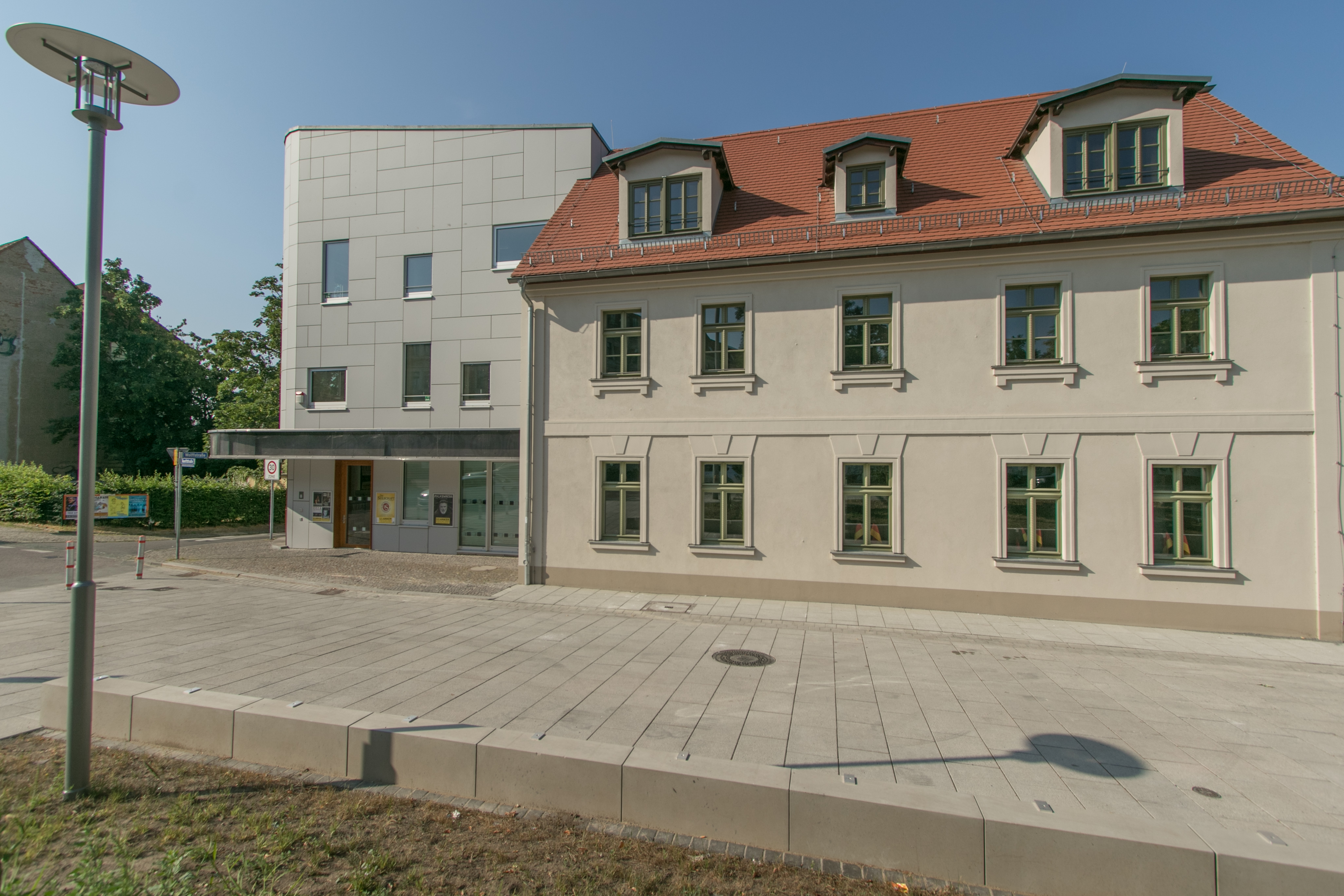
Leipzig Möckern – soziokulturelles Zentrum Anker: rechts das einstige Gasthaus, links der Anbau (2018)

Der Anker ist ein Stadtteilzentrum im Leipziger Stadtteil Möckern. Es ist ein kommunales Klubhaus in freier Trägerschaft und wird von dem eingetragenen Verein Anker e.V. betrieben. Das Haus dient vor allem der Kinder- und Jugendarbeit und der Durchführung von Konzerten.

## Geschichte
Das Veranstaltungslokal mit Saal „Zum goldenen Anker“ wurde 1873 durch Carl August Wehse errichtet und diente als Konzert- und Ballhaus. Das Gebäude des heutigen Ankers ist in den 1940er Jahren einstöckig erbaut worden. In den 1960er Jahren wurden ein zweites Stockwerk und ein ausgebauter Dachstuhl auf das Gebäude aufgesetzt.

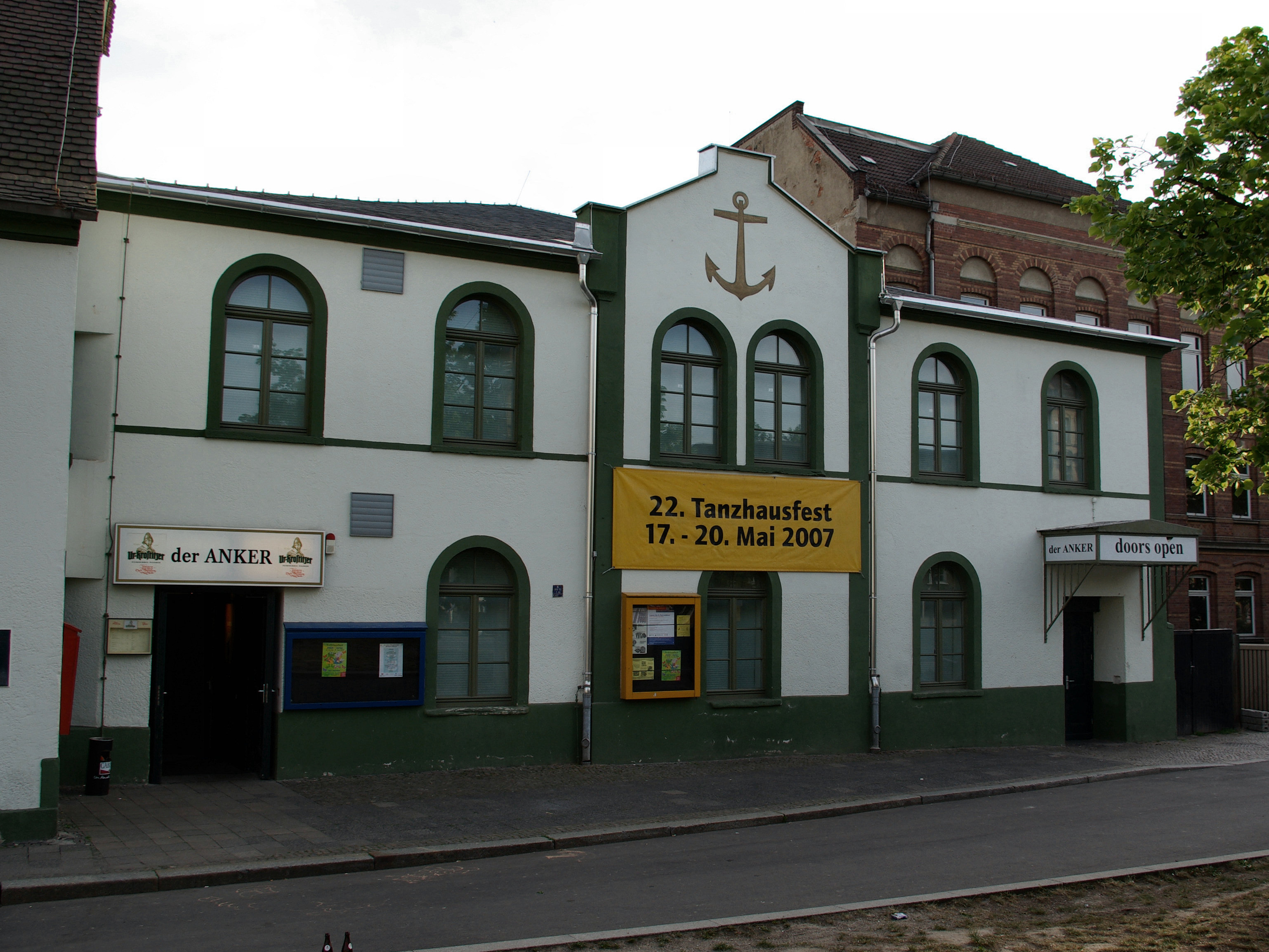
Anker (2007)

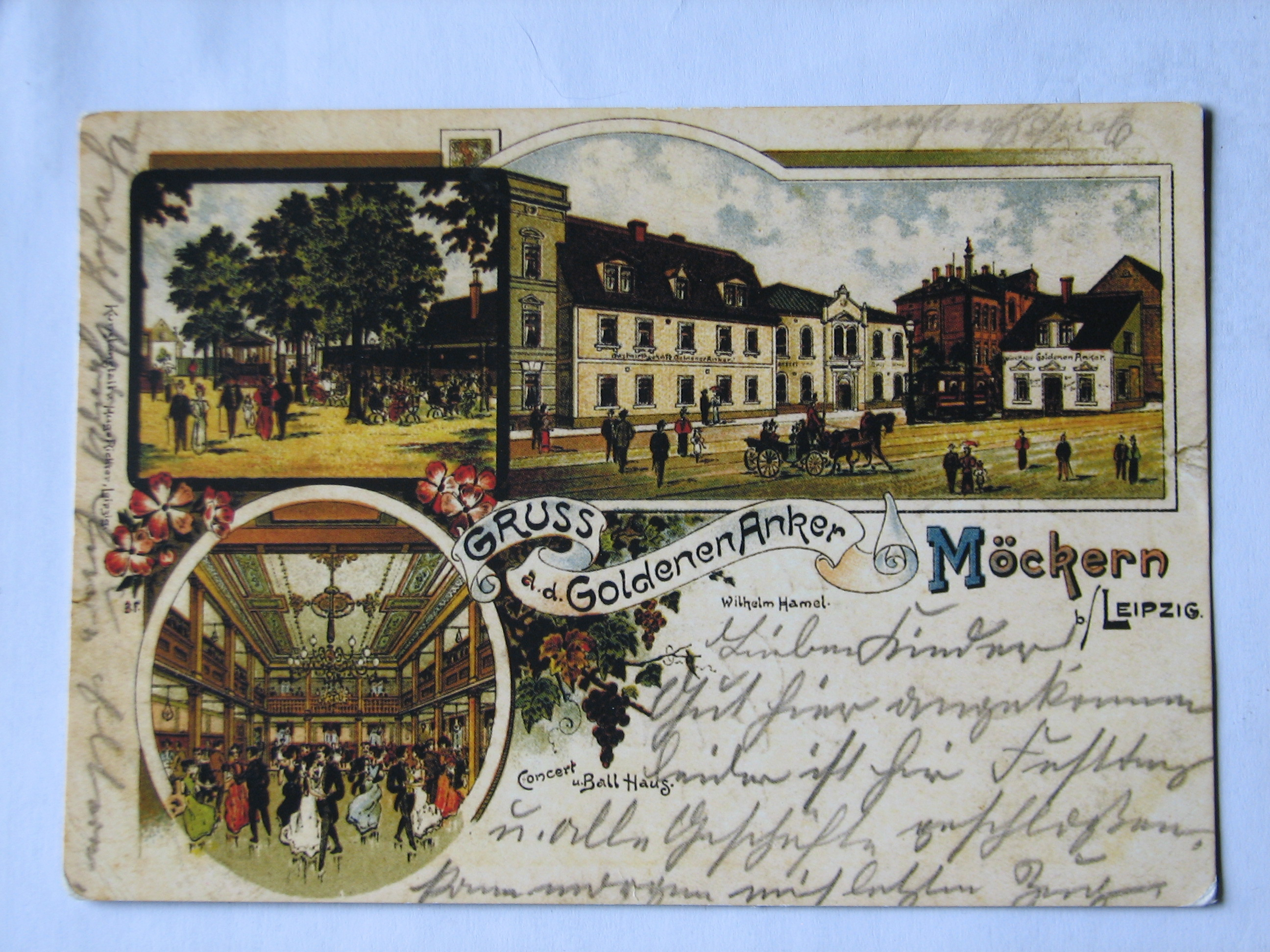
Gasthof "Zum Goldenen Anker" in Möckern, historische Ansichtskarte um 1910

Nach dem Zweiten Weltkrieg ging das Gebäude in städtischen Besitz über und wurde in den Jahren von 1959 bis 1991 als kommunales Jugendclubhaus genutzt. Im Jahr 1991 erfolgte im Rahmen des Modellprojektes „Kommunale Klubhäuser in freie Trägerschaft“ die Übergabe des Komplexes vom Kulturamt der Stadt Leipzig an den Anker e.V.
Am Anker beginnt die Leipziger Knopstraße, deren erster Abschnitt am 9. Oktober 2007, dem ersten Todestag von Klaus Renft, in Renftstraße umbenannt wurde.

## Gegenwart
Der „Anker“ besteht aus zwei Bereichen: Das Kulturzentrum mit einem großen Saal bis 800 Personen mit Backstage-Bereich und Galerie, einem kleinen Saal, Kneipe mit Billardzimmer und einer kleinen Bühne. Vor dem Gebäude die Spielstraße mit Tischtennisplatte, Streetballfeld und einer Skaterampe.
Das Kinder- und Jugendzentrum im Neubau umfasst Kursräume und den Jugendclub sowie einen Spielplatz mit anliegendem Garten.
Beide Bereiche verbindet ein ruhiger Innenhof.

## Konzerte und Unterhaltung
Im Saal des Hauses finden regelmäßig Abendveranstaltungen statt, die von Rockmusik bis zu Tanzwettbewerben reichen. Mit jährlich wiederkehrenden Events wie dem Rock- und Bluesfestival will die Einrichtung unterschiedlichen Interessen gerecht werden. Zu den Künstlern, die im Anker auftraten, gehören Veronika Fischer, Fury in the Slaughterhouse, City, Eric Burdon, Alphaville, Klaus Lage, Sportfreunde Stiller, Roger Chapman, Guildo Horn, Söhne Mannheims, Renft, Rammstein, Purple Schulz, 17 Hippies und Ich + Ich sowie Johnny Winter.
Zu Pfingsten finden im Anker alljährlich Konzerte im Rahmen des Wave-Gotik-Treffen statt.

## Kinder und Jugend
Durch den im Jahr 1999 errichteten und seit 2001 in Betrieb genommenen Neubau konnte der Verein ein Kinder- und Jugendzentrum eröffnen. Die speziellen Projekträume ermöglichen die Teilnahme an Kursen und Kreativangeboten. Die Palette reicht von Modellbau und der Gestaltung mit Ton über Foto- und Tanzkurse bis hin zu Theatergruppen und der Arbeit mit dem Computer. Auch der Spielplatz im Bereich des Gartens, das Streetballfeld und die Tischtennisplatte auf der Spielstraße vor dem Gebäude tragen zum Umfeld bei. Weiterhin betreibt das Haus einen offenen Jugendtreff und einem Jugendclub, die den Besuchern Raum und Tätigkeiten für Freizeit und Gemeinschaft bieten.
Angebote für Senioren sind ebenfalls Bestandteil des Angebots.